# Pleurocera trochiformis
Pleurocera trochiformis är en snäckart som först beskrevs av Conrad 1834.  Pleurocera trochiformis ingår i släktet Pleurocera och familjen Pleuroceridae. Inga underarter finns listade i Catalogue of Life.